# 高桥良秋
高橋良秋（日语：／ Takahashi Yoshiaki，1963年9月28日—），日本男子拳击运动员。他曾代表日本参加1986年亚洲运动会拳击比赛，获得一枚铜牌。他也曾参加1988年夏季奥林匹克运动会。